# 半導體封裝
半導體封裝（英語：semiconductor package），是一種用於容納、包覆一個或多個半導體元件或積體電路的載體/外殼，外殼的材料可以是金屬、塑料、玻璃、或者是陶瓷。
在積體電路製造過程中，當半導體元器件核心或積體電路等從晶圓上刻蝕出來並切割成為獨立的晶粒（die）以後，在積體電路封裝（integrated circuit packaging）階段，會將一個或數個晶粒與半導體封裝（semiconductor package）組裝或灌封為一體，為晶粒提供一定的衝擊/划傷保護，並為晶粒提供與外部電路連接的引腳或觸點，在晶粒工作時幫助將晶粒工作產生的熱量帶走。
如今半導體元器件以及積體電路的封裝種類繁多，其中有不少為半導體之業界標準，而另一些則是元器件或積體電路製造商的特殊規格。

## 功能
一種半導體封裝最少有兩個引腳或觸點，用以和電路中的某兩端連接，這樣的元器件例子有二極體，如果封裝的晶粒是微處理器類別的積體電路，則用於此晶片的封裝需要提供上百甚至上千個觸點或引腳。一些非常小型的半導體封裝，一般用觸點或細引線與外部電路接合。而一些較大型的積體電路以及一些大功率的半導體元器件，特別是需要較多高功率電能消耗的應用場合，則需重視封裝的導熱及散熱能力，以便帶走這些晶片在工作時產生的廢熱。
除了為被封裝的半導體晶粒提供連接能力以及導熱散熱能力以外，半導體封裝還必須將晶粒與外界保護起來，比如絕對不允許有濕氣滲入的情況。游離顆粒或是封裝內部出現腐蝕情況也會使半導體元器件、積體電路的運行效能大打折扣甚至損壞。有的晶粒還要求其半導體封裝提供密封、與外界環境無氣體液體交換等能力，一般會用玻璃、陶瓷或金屬作為封裝材料。

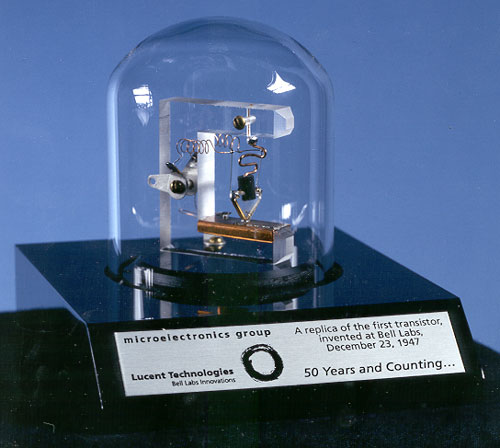
世界上首個電晶體的複製品，有連接點引出，內部的組件被玻璃鐘罩密封起來，封裝技術是能將之長久保存的重要因素

### 日期代碼
製造商通常使用油墨或鐳射雕刻技術，將製造商的標誌、部件號等資訊印在晶片的封裝上，以便於與相同半導體封裝的不同晶片辨認，以及區分不相容的、半導體封裝相近的裝置。
一般標記中會包含4位數字的日期代碼，以YYXX的形式表示，YY是年份的兩位數字而XX代表該年的兩位的週數。

## 引線
為了使積體電路的接線點能與封裝外殼的引腳連接起來，一般使用打線接合的製程，用細金屬線將封裝外殼的引腳與半導體晶圓上的導電接線點接合起來。封裝外殼上的引腳，一般可能被焊接於印刷電路板（PCB）上，或以金屬片的形式出現用來固定於像是散熱器等物件上以保護元器件。現代的表面裝貼裝置免除了幾乎所有電路板上過孔的需要，並且在封裝外殼上使用更短更細的金屬引腳或是焊盤/焊點，使器件在波峰焊中損壞機率更低或得到保護。航太用途的器件上採用的 Flatpack 扁型封裝，會使用扁平式的金屬引腳，使得器件在使用點焊方式焊接到電路板上時得到保護，儘管這一方法和結構類型在現時是十分少見的了。

## 標準
和真空管一樣，半導體封裝標準也有不同國家的以及國際的標準，這些標準有JEDEC、Pro Electron、EIAJ等，而有部分標準則是屬於某些製造商的專利。

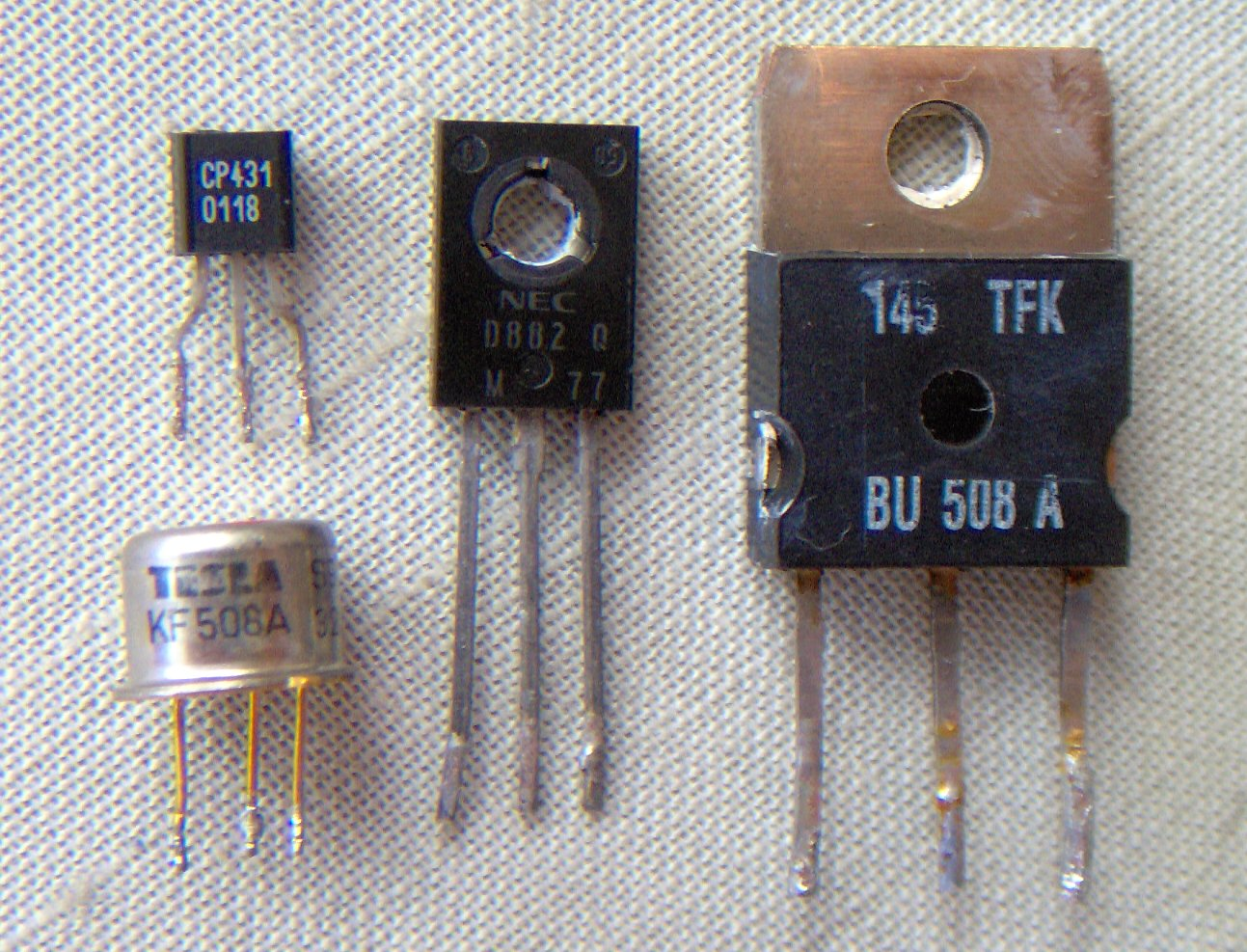
幾種直插式半導體元器件
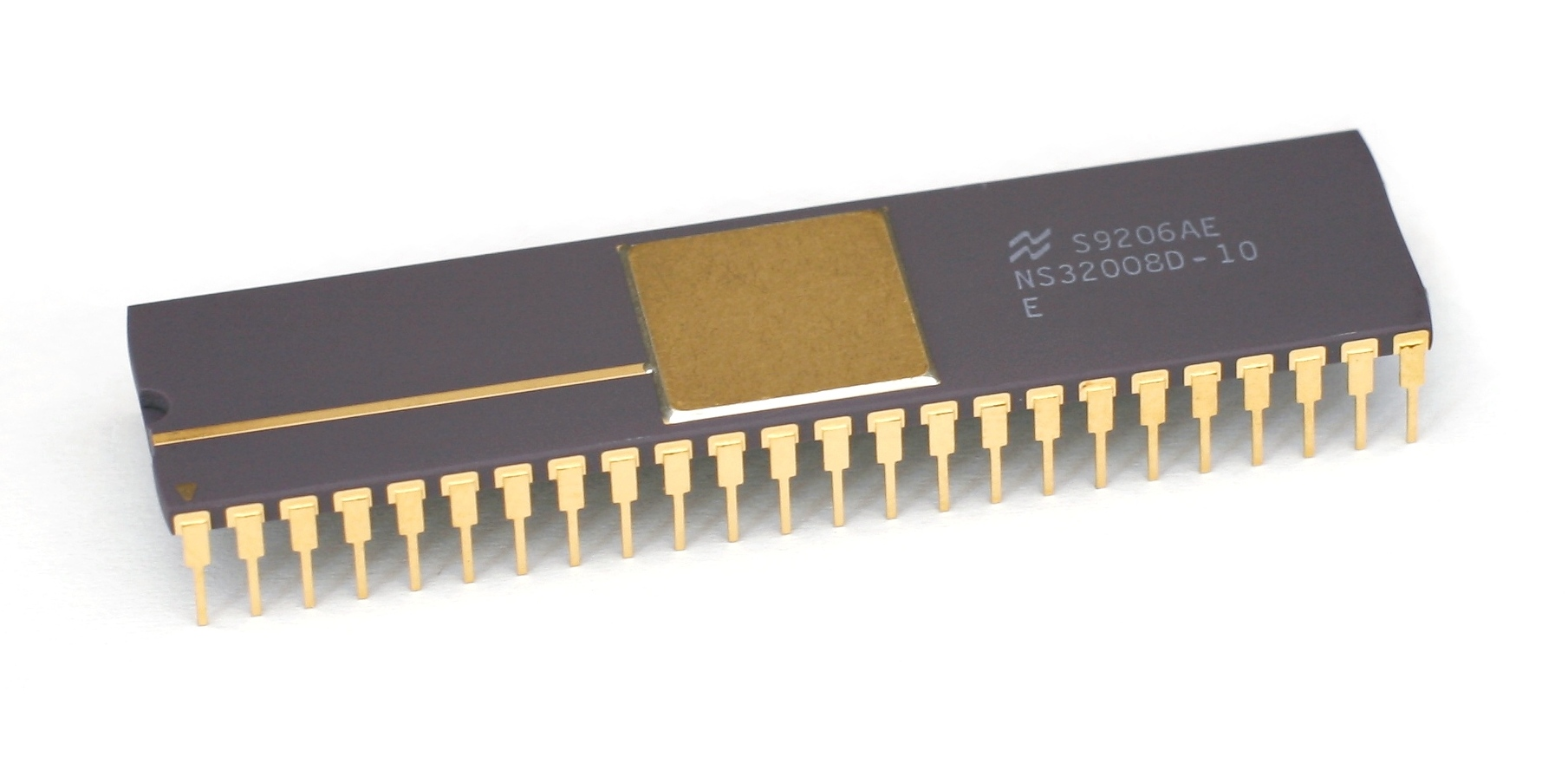
一塊陶瓷封裝的微處理器，它擁有40支引腳，採用雙列直插封裝
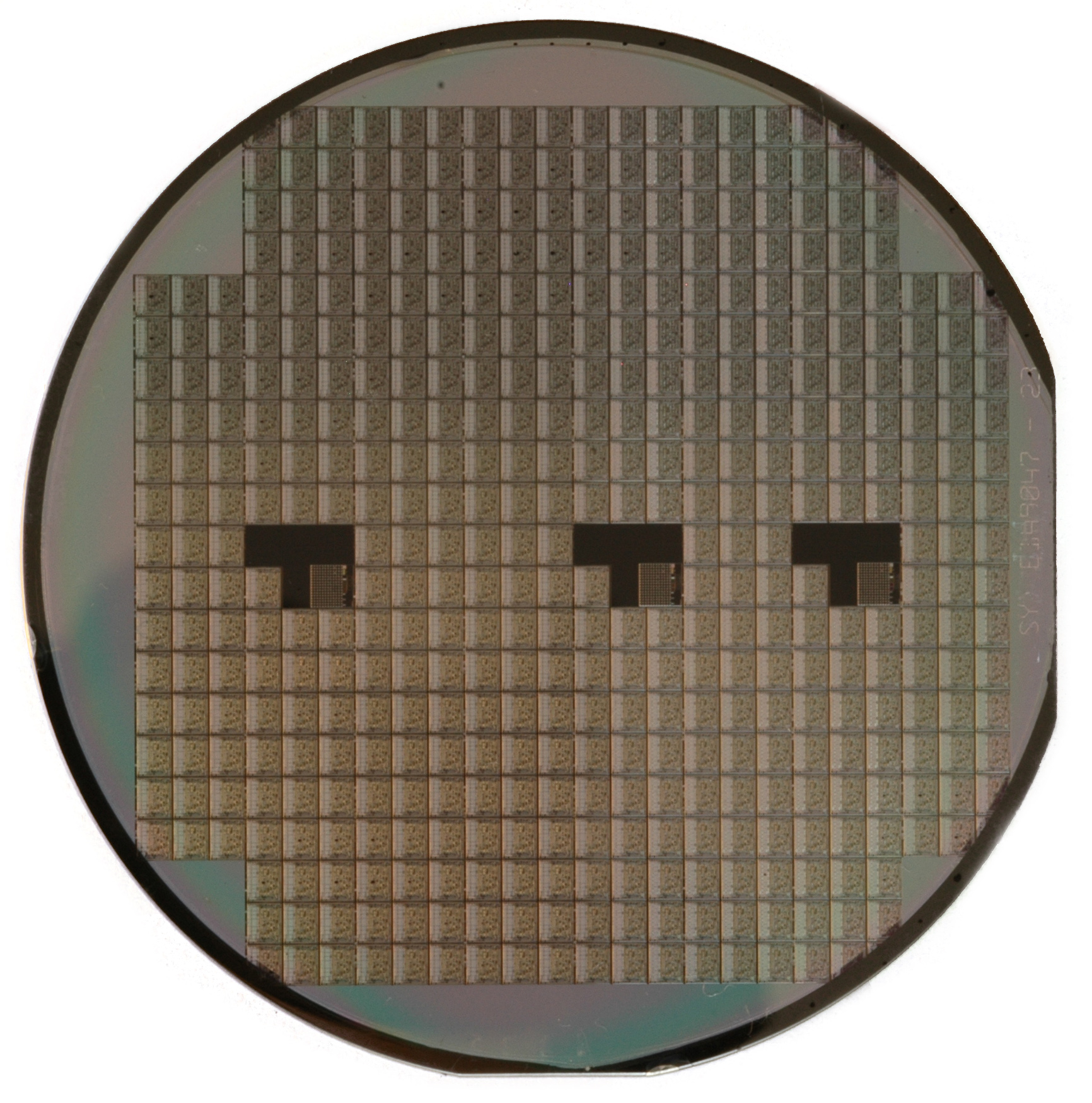
一塊矽晶圓；從上面切割出來的晶粒在進行封裝前是不能測試及使用的
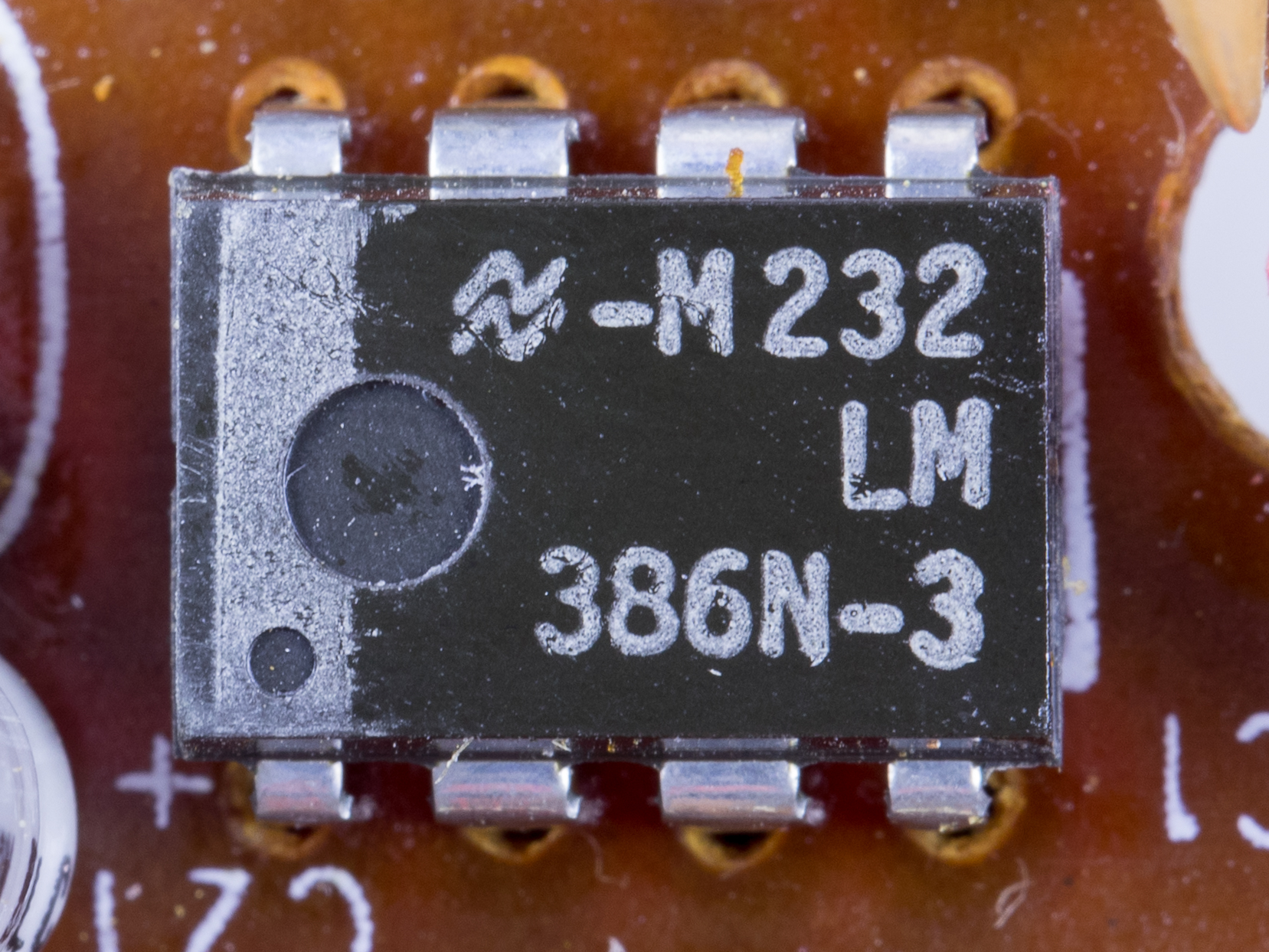
一顆使用塑料雙列直插封裝的積體電路，內部包含了一顆載有一個類比積體電路的晶粒。這種直插式封裝的晶片可以安裝在合適的插座上或直接焊接於電路板上。
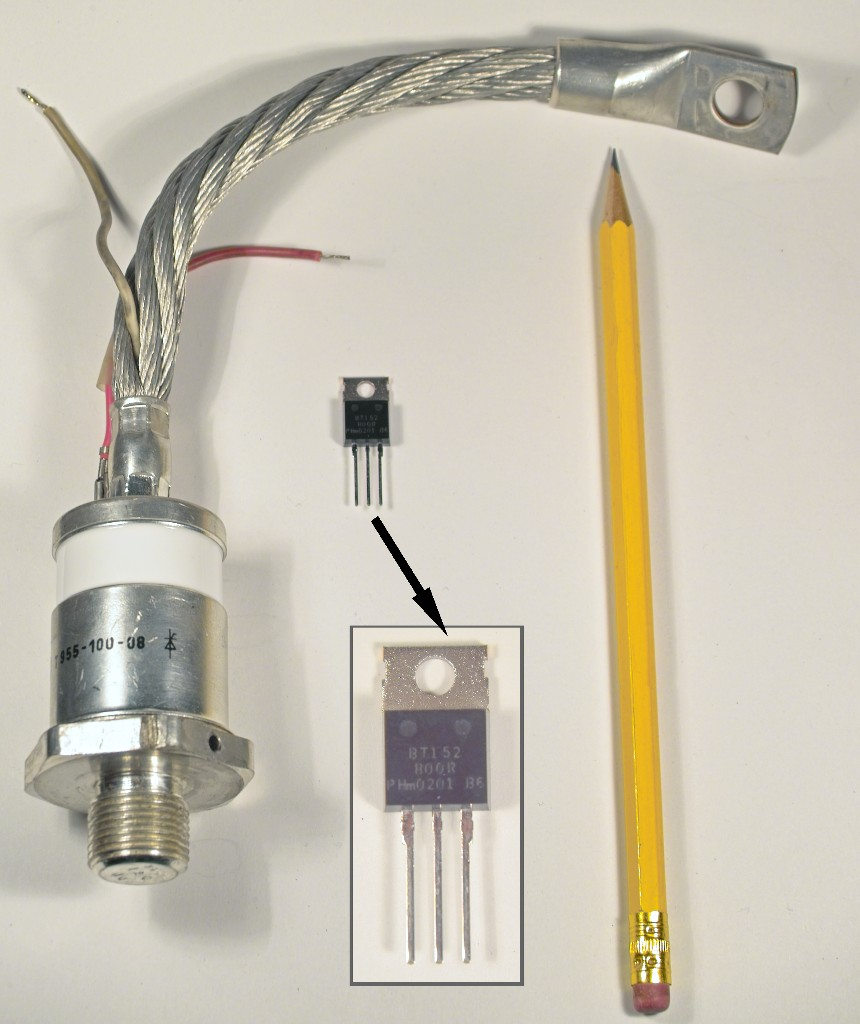
一顆低電流容量的閘流體以及一隻有散熱器安裝螺紋、引線的大功率元器件與一支鉛筆的比較，其中的那隻大功率元器件的電流容量可達數百安培。

## 參閱
- 通孔插装技术（through-hole technology）
- 表面黏著技術（Surface-mount technology）
- 晶片載體
- 積體電路封裝
- 全球晶片危機

## 外部連結
- The Transistor Museum - pictures of historical devices（页面存档备份，存于）
- JEDEC Transistor Outlines Archive（页面存档备份，存于）